# Єврофедералізм
З 1950 р. європейська інтеграція спостерігає розвиток наднаціональної системи управління і рух її інститутів від міжурядової до більш федералізованої системи.
Однак у зв'язку з Маастрихтським договором 1993 р. нові міжурядові елементи було введено разом з більш федеральною системою, роблячи її важкою для визначення Європейським Союзом.